# Sfânt

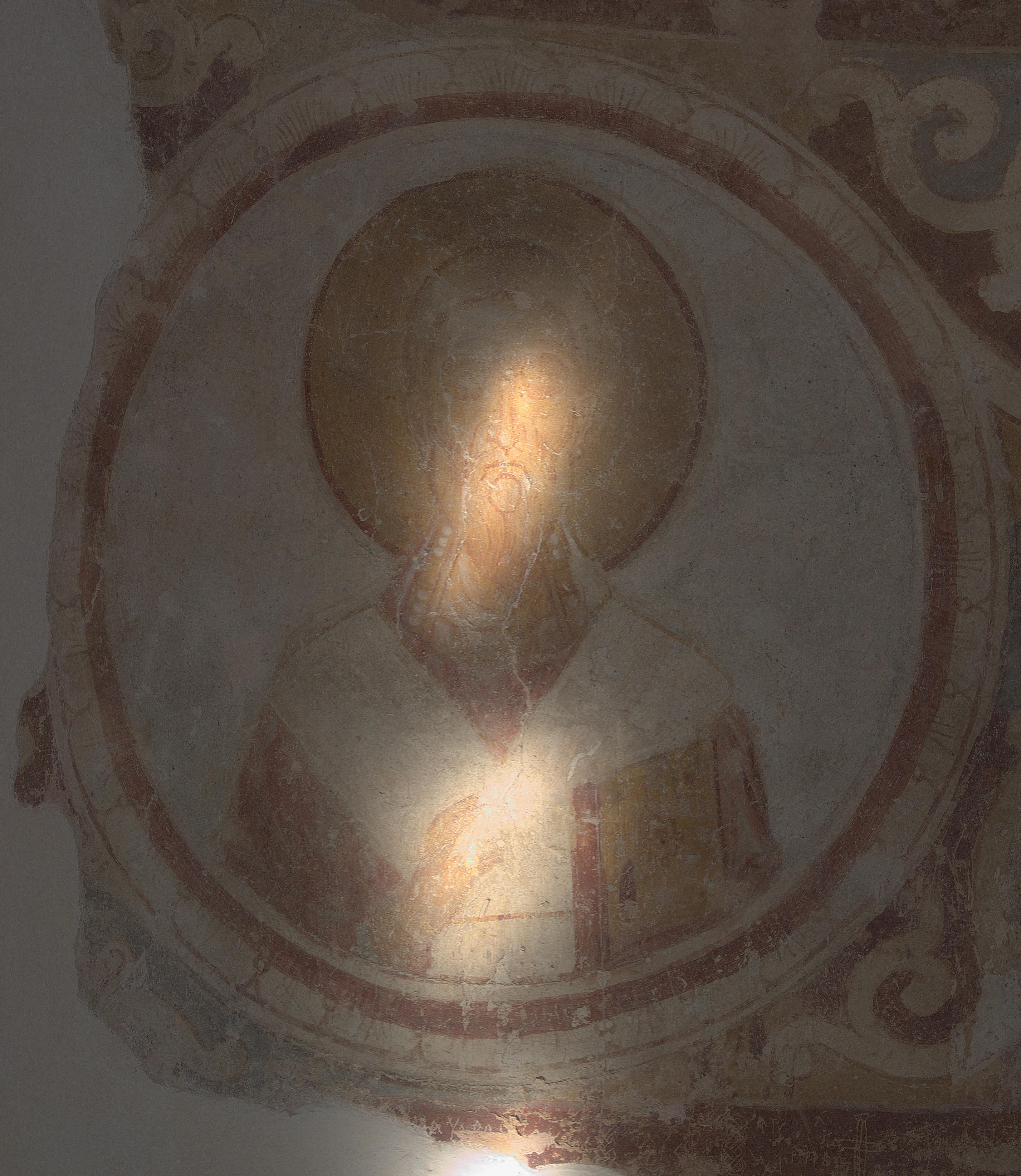
Sfânt, frescă din secolul al XII-lea din Staraya Ladoga

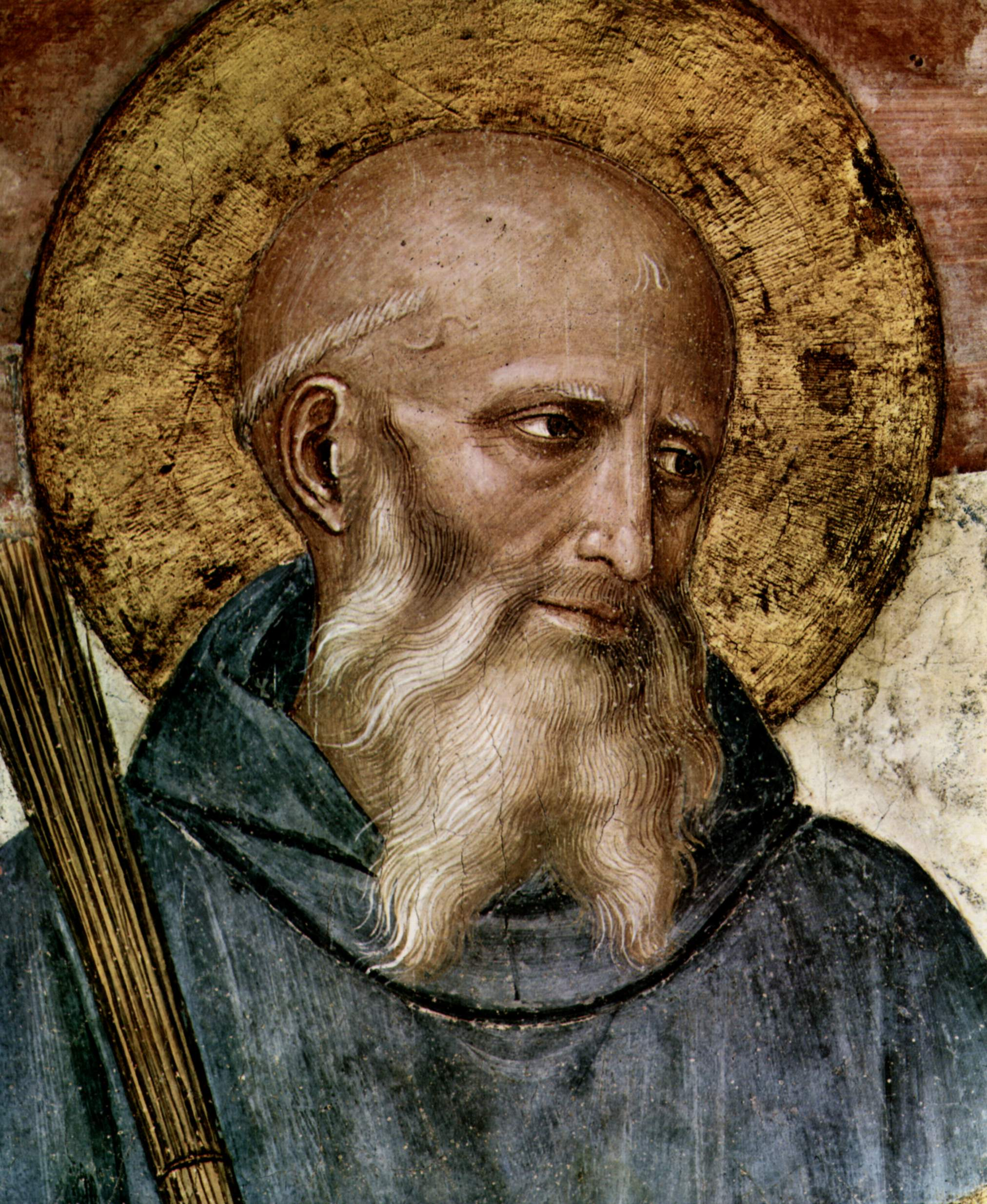
Sfânt creștin: Benedict de Nursia Perugia.

Sfântul (arhaic Sântul) este o persoană care, din punct de vedere religios, este considerată foarte apropiată de Divinitate și fără păcate. Un sfânt este o persoană care pe parcursul vieții a făcut fapte bune, lucru ce conduce spre purificarea sa spirituală, și a ajuns în Rai. Este preponderent întâlnită în creștinism, dar și la alte religii, având diverse particularități.
Recunoașterea oficială a calității de sfânt este efectuată de o autoritate religioasă și politică; ea este adesea cauzată de aclamarea adepților și credincioșilor, depinzând în unele biserici de minunile legate de omul sfânt.
- Termeni derivați:
- Țara Sfântă legat de poporul lui Israel și nașterea lui Isus.
- Duhul Sfânt (Spiritul Sfânt), în creștinism, a treia Persoană din Sfânta Treime.
- Instituții religioase legate de creștinism ca: Biserica Ortodoxă sau Biserica Catolică
- Lăcașuri sfinte, ca: mănăstire, biserică
- Denumire de localități ca: San Diego San Francisco
- Ordin de călugări ca: benedictini, iezuiți, dominicani, franciscani
- Sfânt patron sau ocrotitor, sărbătorit în ziua de hram
- Canonizare recunoașterea oficială a calității de sfânt
- Lacul Pyhäjärvi numele unui lac sfânt din Finlanda
- Muntele Athos numele unui munte sfânt din Grecia

## Citate
- Petre Țuțea - „...A fi sfânt înseamnă a fi suveranul tău perfect. Sfântul are forța de coeziune a pietrei. Un sfânt poate fi și analfabet, dar e superior unui geniu, fiindcă ideea de sfințenie e legată de ideea de minune. Un sfânt poate face o minune. Geniul face isprăvi, nu minuni. Lumea e ancorată în cultul genialității ca slăvire a progresului în afară. Atât. Or, cu cât suntem mai avansați, mecanic și material, cu atât suntem mai departe de esența reală a lumii, de sfințenie...”[1]

## Caracteristici
Primii sfinți creștini au fost martiri care au fost persecutați ca discipoli ai lui Isus din Nazaret. Prima persoană venerată ca sfânt, deși a murit de moarte naturală, a fost episcopul Martin de Tours, decedat în anul 397.

## Cinstirea sfinților
Sfinții sunt cinstiți deoarece prin ei se reflectă puterea de mijlocire pentru oameni înaintea lui Dumnezeu. 